# Ryszard Józef Gzik
Ryszard Józef Gzik (ur. 19 marca 1946 w Radomsku, zm. 16 grudnia 1981 w Katowicach) – polski górnik, ofiara pacyfikacji kopalni Wujek w grudniu 1981 roku.

## Życiorys
W 1965 roku ukończył Technikum Przemysłu Drzewnego w Radomsku. Przez osiem lat pracował w Katowickiej Fabryce Mebli. Od 6 marca 1978 był zatrudniony w KWK Wujek. Członek PZPR i NSZZ Solidarność. 16 grudnia 1981 kula z broni maszynowej przeszyła mu głowę. Pogrzeb odbył się w Katowicach-Piotrowicach. Pozostawił żonę i córeczkę (ur. 1970). 

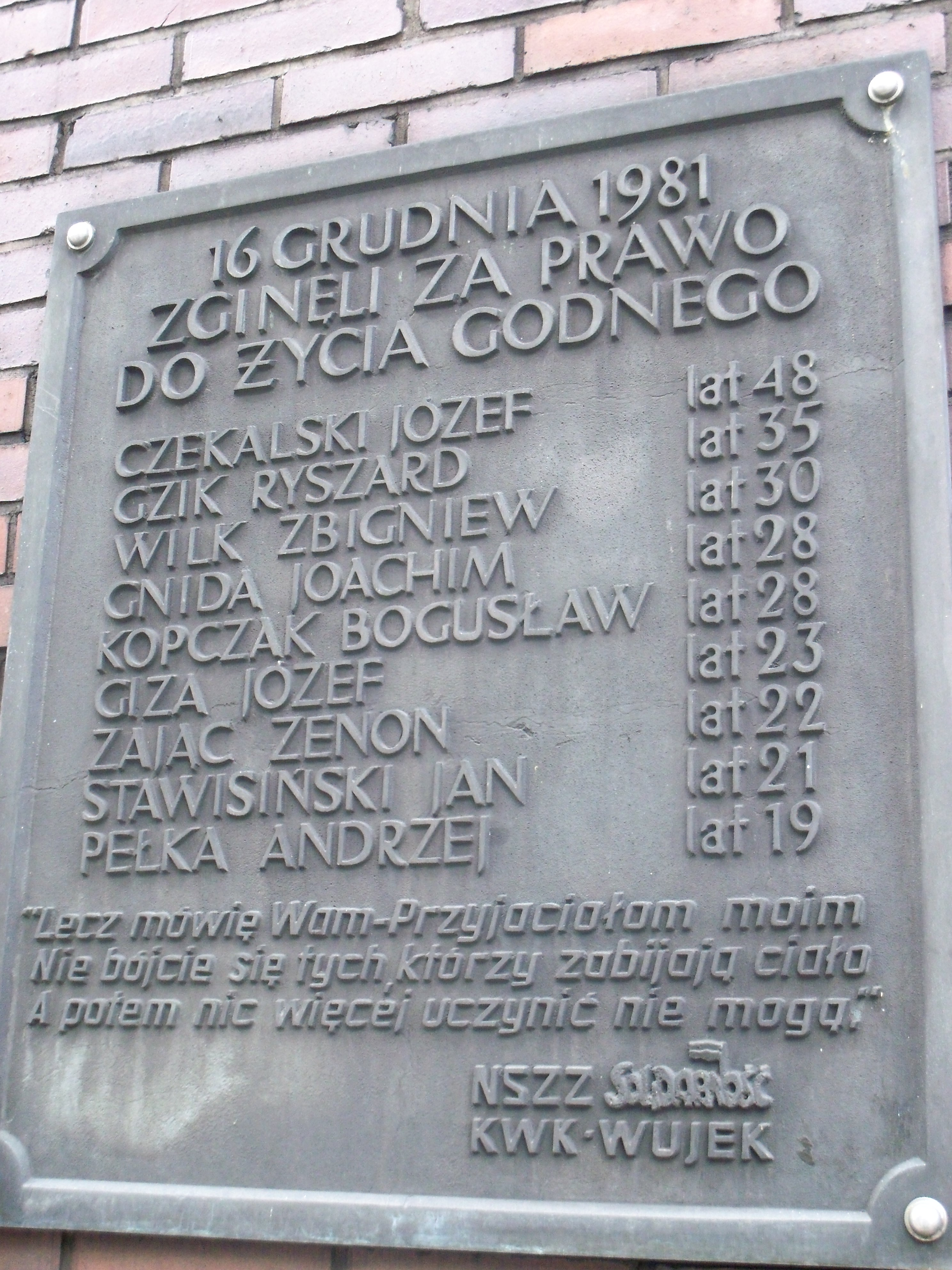
Tablica upamiętniająca ofiary pacyfikacji kopalni „Wujek”.

Odznaczony Złotym Krzyżem Zasługi z Mieczami (przez Prezydenta RP na Uchodźstwie, 1990),  Krzyżem Kawalerskim Orderu Odrodzenia Polski (1992), Krzyżem Wolności i Solidarności (2015).